# Пина, Франсиско де
Франси́ско де Пина (порт. Francisco de Pina;
1586/1587, Гуарда — 15 декабря 1625, Дананг) — португальский религиозный деятель, иезуит, священник, один из первых миссионеров во Вьетнаме, переводчик, которому приписывают создание первой латинизированной письменности вьетнамского языка, на которой основан современный вьетнамский алфавит.

## Биография
В 1605 году вступил в орден иезуитов. В 1611—1617 годах обучался в коллегии св. Павла в Макао (Colégio de São Paulo).
Стал первым христианским миссионером, выучившим вьетнамский.
Франсиско де Пина составил первый словарь вьетнамского языка в 1619 году и сообщил своему руководству о написании трактата по орфографии и фонетике в 1622 или 1623 годах.
Франсиско де Пина утонул в море в районе современного Хойан 15 декабря 1625 года, пытаясь спасти гостей, потерпевших кораблекрушение.

## Память
- В честь Ф. де Пина сооружён памятник в его родном городе.